# نوزومو كاما
نوزومو كاما (باليابانية: 菅間 望) (Nozomu Kameda) (مواليد 27 أبريل 1978)، هو لاعب كرة قدم سابق كان يلعب كمهاجم في محافظة فوكوكا في اليابان. لعب كاما بشكل أساسي كمهاجم. خلال مسيرته الاحترافية، انضم إلى عدة أندية يابانية، أبرزها:
1. سانفريس هيروشيما (Sanfrecce Hiroshima): انضم كاما إلى هذا النادي عام 1998 وظل يلعب فيه حتى عام 2001.
2. أويتا ترينيتا (Oita Trinita): انضم إلى هذا النادي عام 2002 ولعب فيه حتى عام 2004.
3. أفيسبا فوكوكا (Avispa Fukuoka): لعب في هذا النادي من عام 2005 حتى عام 2007.
بعد انتهاء مسيرته الاحترافية كلاعب، لا توجد معلومات محددة متاحة على نطاق واسع حول أنشطته الحالية.